# ボルハ・コベアガ
ボルハ・コベアガ・エギリョル（Borja Cobeaga Eguillor、1977年 - ）は、スペイン・バスク州ギプスコア県サン・セバスティアン出身の映画監督・脚本家。

## 経歴
1977年にバスク地方のサン・セバスティアンに生まれた。漫画家・画家・版画家のフアン・カルロス・エギリョルはおじ。バスク大学で視聴覚コミュニケーションを専攻し、大学在学中にはナチョ・ビガロンドとアパートをシェアしていた。2005年に製作した16分の短編作品『一人多い』でアカデミー短編映画賞にノミネートされた。

## フィルモグラフィー
- 2006年 『La máquina de bailar』 - 共同脚本
- 2009年 『Pagafantas』 - 監督・共同脚本
- 2010年 『No controles』 - 監督・共同脚本
- 2011年 『Amigos...』 - 共同脚本
- 2014年 『オチョ・アペリードス・バスコス』 - 監督・共同脚本
- 2014年 『Negociador』 - 監督・脚本
- 2015年 『オチョ・アペリードス・カタラネス』 - 共同脚本
- 2016年 『Kalebegiak』（アンソロジー作品） - 監督・共同脚本
- 2016年 『En tu cabeza』（アンソロジー作品） - 監督
- 2017年 『となりのテロリスト』 - 監督・共同脚本
- 2018年 『スーパーロペス』 - 共同脚本

## 受賞とノミネート
ゴヤ賞
| 年   | 作品               | 部門       | 結果       |
| ---- | ------------------ | ---------- | ---------- |
| 2002 | 『La primera vez』 | 短編作品賞 | ノミネート |
| 2010 | 『Pagafantas』     | 新人監督賞 | ノミネート |
| 2016 | 『Negociador』     | 脚本賞     | ノミネート |
| 2019 | 『スーパーロペス』 | 脚色賞     | ノミネート |

アカデミー賞
| 年   | 作品         | 部門       | 結果       |
| ---- | ------------ | ---------- | ---------- |
| 2007 | 『一人多い』 | 短編作品賞 | ノミネート |